# Pleurocerina nigrifacies
Pleurocerina nigrifacies är en tvåvingeart som först beskrevs av Krober 1940.  Pleurocerina nigrifacies ingår i släktet Pleurocerina och familjen stekelflugor. Inga underarter finns listade i Catalogue of Life.